# Fium'Albino
Le Fium Albino est un petit fleuve côtier du département Haute-Corse de la région Corse qui se jette dans la mer Méditerranée.

## Géographie
D'une longueur de 7,7 kilomètres, le Fium Albino prend sa source sur la commune de Patrimonio à l'altitude 770 mètres, à 200 mètres à l'ouest du Monte San Columbano (839 mètres), en s'appelant aussi dans la partie haute le ruisseau de Serpaio.
Il coule globalement de l'est vers l'ouest.
Il a son embouchure sur la commune de Farinole, à l'altitude 0 mètre, juste au nord-est de la limite de la commune de Patrimonio.

### Communes et cantons traversés
Dans le seul département de la Haute-Corse, le Fium Albino traverse deux communes et un seul canton :
- dans le sens amont vers aval : Patrimonio (source), Farinole (embouchure).

Soit en termes de cantons, le Fium Albino prend source et a son embouchure dans le même canton de la Conca-d'Oro, dans l'arrondissement de Calvi.

### Bassin versant
Le bassin versant « Cotiers du Fium Albino à l'Aliso » (Y733) est de 49 km2 et le Fium'Albino en représente environ le quart soit 12 km2.

### Organisme gestionnaire
L'organisme gestionnaire est le Comité de bassin de Corse, depuis la loi corse du 22 janvier 2002.

## Affluents
Le Fium Albino a trois affluents référencés :
- ----- le ruisseau di Monti Rossi (rd[note 1]), 2,1 km sur la seule commune de Patrimonio.
- ----- le ruisseau de Porcilelli (rd), 1,6 km sur la seule commune de Patrimonio.
- le ruisseau de Culaia (rg), 2,6 km sur la seule commune de Patrimonio.

### Rang de Strahler
Le rang de Strahler est donc de deux.

## Aménagements et écologie
Le territoire agricole sur les deux communes est voué à l'autre viticulture et la capacité touristique est faible sur Patrimonio (inférieure à 290 lits pour 100 habitants).

### Ponts routiers
Le ruisseau est enjambé par :

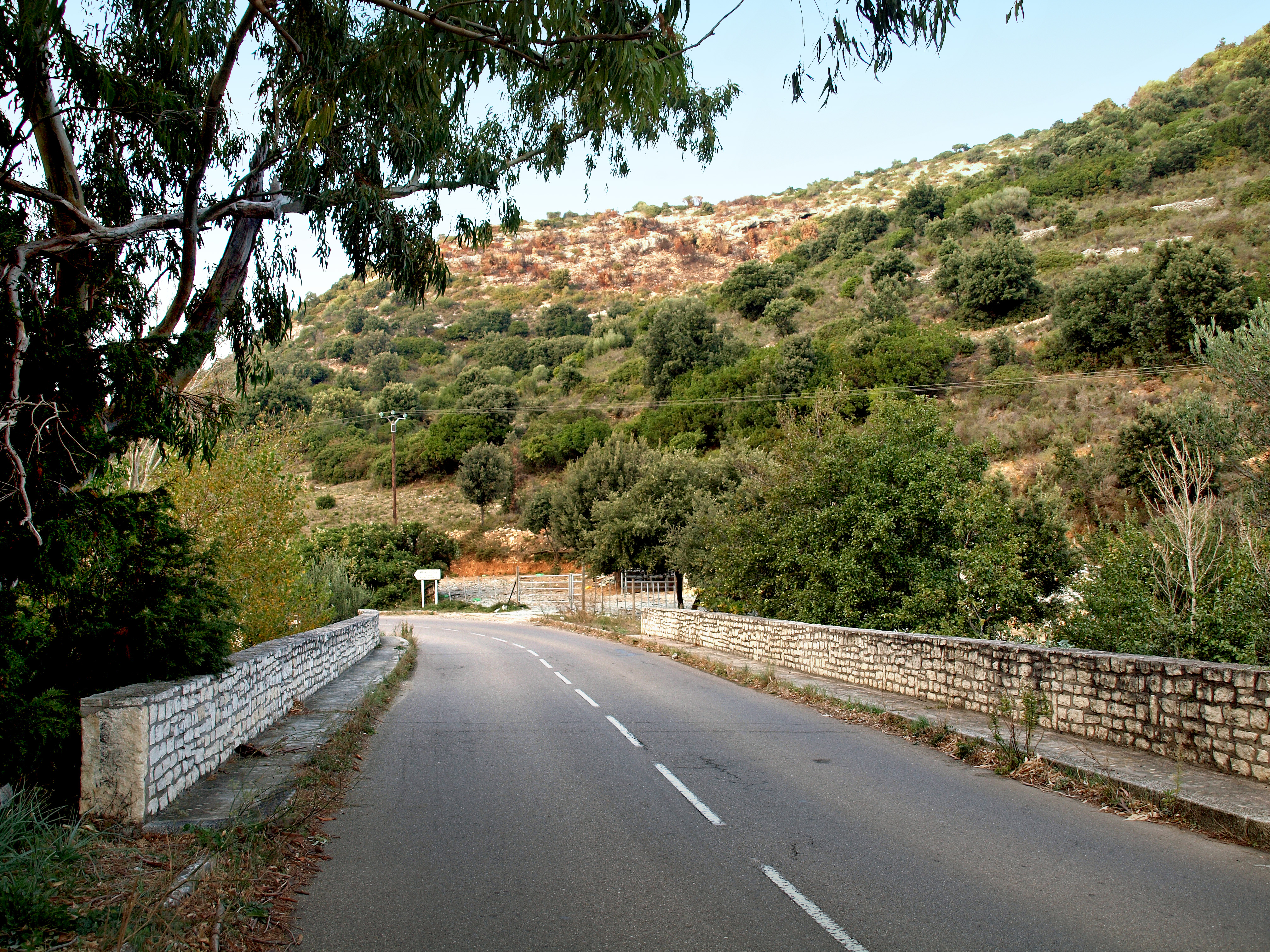
Pont Albino de la RD80

- le pont Albino de la route D80, à environ 1,5 km de son embouchure
- le pont de la route D333 à près de 4 km de son embouchure

### Écologie
L'état écologique est très bon selon le SDAGE.
Une ZNIEFF de Type I est décrite depuis 2008 sur ses abords, pour 41 hectares sur les deux communes de Farinole et Patrimonio : Znieff 940031071 - Ponte Albino et abords